# Rycerowa Przehyba

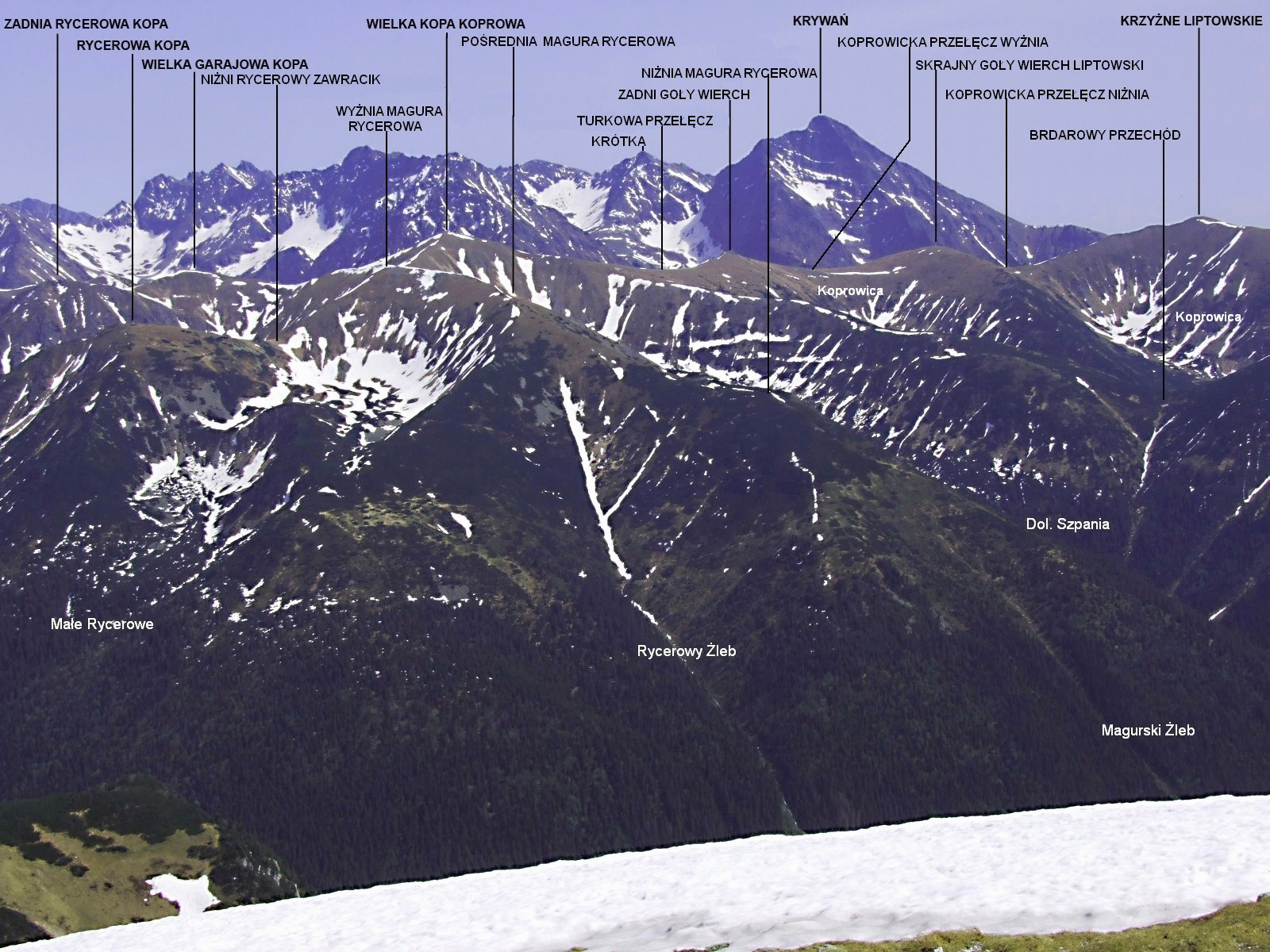
Widok z Małołączniaka

Rycerowa Przehyba (niem. Rittersattel, słow. Licierova priehyba, węg. Lovag-nyereg, 1784 m) – prawie poziomy odcinek grzbietu po wschodniej stronie Niżniej Magury Rycerowej (1785 m) w Liptowskich Kopach w słowackich Tatrach. Ma długość kilkudziesięciu metrów i jest w nim głęboki na 5 m rów grzbietowy o długości około 30 m. Rów jest trawiasty, poza tym Rycerową Przehybę porasta kosodrzewina.
Nazwę tej formacji nadał Władysław Cywiński w 11. tomie przewodnika wspinaczkowego Tatry. Kopy Liptowskie od 1949 r. są   obszarem ochrony ścisłej TANAP-u z zakazem wstępu.